# گلاسگو (کنتاکی)
گلاسکو (به انگلیسی: Glasgow) شهری در ایالت کنتاکی کشور ایالات متحده آمریکا است که جمعیت آن در سرشماری سال ۲۰۱۰ میلادی، ۱۴٬۰۲۸ نفر بوده‌است.